# Ramón Gómez de la Serna
Pour les articles homonymes, voir Ramón.
Ramón Gómez de la Serna Puig (souvent désigné simplement par son prénom Ramón), né à Madrid le 3 juillet 1888, et mort à Buenos Aires le 13 janvier 1963, est un prolifique écrivain d'avant-garde espagnol, généralement rattaché à la Génération de 14 ou au Noucentisme (bien que lui-même affirme n'appartenir à aucun groupe ni génération), inventeur d'un genre littéraire poétique, la greguería.
Il est l'auteur d'une œuvre vaste qui va de l'essai à la biographie (il en écrit plusieurs : sur Valle-Inclán, Azorín ou Colette), l'autobiographie (Automoribundia) en passant par le roman et le théâtre. Sa vie et son œuvre sont en rupture avec les conventions. Il incarne l'esprit de l'avant-garde de son temps à laquelle il consacre un livre, Ismos (en français, Ismes). La greguería, figure poétique dont il est l'inventeur, joue un rôle central dans ses écrits. La greguería (criaillerie) est une observation humoristique qui inclut une pirouette conceptuelle ou une métaphore insolite. Elle peut être variée : gag, jeu de mots ou même philosophique.
« Ramón », comme il aimait être appelé, a écrit une centaine de livres, traduits pour la plupart dans de nombreuses langues. Il fit connaître en Espagne les avant-gardes européennes à travers les rencontres littéraires (tertulias) du Café de Pombo, lieu où se rassemblait la bohème artistique de Madrid, immortalisée par le peintre José Gutiérrez Solana.
Ses biographies étaient souvent un prétexte à des divagations et rêveries où s'accumulaient les anecdotes authentiques ou fictives. Il voulut faire de sa vie une œuvre emblématique autant d'une révolution artistique que d'une existence vouée entièrement à la littérature.

## Biographie
La vie de Ramón Gómez de la Serna a été l'objet de nombreuses biographies, certaines écrites par ses amis. Ramón a écrit sa propre autobiographie (Automoribundia) durant son exil à Buenos Aires. Elle fut publiée en 1948 lorsque Ramón était âgé de soixante ans.

### Enfance et jeunesse
Ramón Gómez de la Serna naît le 3 juillet 1888, au numéro cinq de la Rue de las Rejas (actuellement numéro sept de la Rue Guillermo Rolland) à Madrid. Fils de don Javier Gómez de la Serna y Laguna, avocat aux sympathies politiques libérales et fonctionnaire du Ministère d'Outre-mer, et de doña Josefa Puig Coronado dont la tante est la femme de lettres Carolina Coronado. Il a quatre frères et sœur dont il est l'aîné : Pepe, Javier, Julio et Lola.
Il passe son enfance près de la Plaza de Oriente, accompagné de sa tante Milagros. Ensuite la famille déménage à la calle de la Cuesta de la Vega près de la calle de Segovia (à la hauteur du viaduc). Une augmentation de loyer et l'arrivée d'un petit frère font que la famille s'installe dans la calle de Corredera Baja de San Pablo (près du Teatro Lara, qui venait d'être inauguré).
Ramón commence sa formation au Colegio del Niño Jesús. En raison du désastre de 1898 qui voit l'Espagne perdre ses dernières colonies, le Ministère d'Outre-mer disparaît ce qui oblige le père de Ramón à se recycler dans le registre de propriété. La famille déménage alors à Frechilla, village de la province de Palencia.
Ramón passe trois années dans un internat de Palencia avec son frère José (Colegio de San Isidoro, près de la cathédrale). Après que le père soit élu député, la famille revient s'établir à Madrid dans une maison située à la calle Fuencarral (numéros 33-34). Ramón poursuit ses études chez les Padres Escolapios de l'Instituto Cardenal Cisneros. Son oncle Andrés García de Barga (un an plus vieux que Ramón), surnommé Corpus Barga, est un écrivain qui incite Ramón à écrire. En 1903, Ramón obtient son baccalauréat et son père lui offre en récompense un voyage à Paris. Il voyage seul et s'installe dans une modeste pension au bord de la Seine.
Ramón s'inscrit ensuite à la Faculté de Droit de Madrid, mais le Droit ne l'attire guère. Son oncle Corpus Barga publie à l'âge de dix-sept ans un recueil de poèmes (Cantares), chants mélancoliques de l'adolescence. Ramón est encouragé par cette publication et s'efforce d'émuler son oncle. En 1905, le père de Ramón qui est alors directeur général des registres de propriété, finance la publication de la première œuvre de Ramón, Entrando en fuego. Ramón n'a que seize ans. La tante de Ramón, Carolina Coronado, l'encourage à poursuivre dans cette voie.
En 1908, Ramón s'inscrit à l'Université d'Oviedo pour y poursuivre ses études de Droit. Ramón obtient son diplôme d'avocat mais il n'exercera jamais cette profession. La passion littéraire absorbera toute son énergie. Sa famille lui conseille de rentrer dans l'administration. En 1908, il publie sa deuxième œuvre, Morbideces, où il fait son portrait et établit les principes de son style. C'est à cette époque que décède sa mère, Josefa Puig Coronado.
Ramón débute dans le journalisme où il se fait remarquer par son caractère original et rebelle face à une société bourgeoise et ennuyeuse. Il commence à fréquenter les cercles littéraires nocturnes de Madrid.

### La revuePrometeo

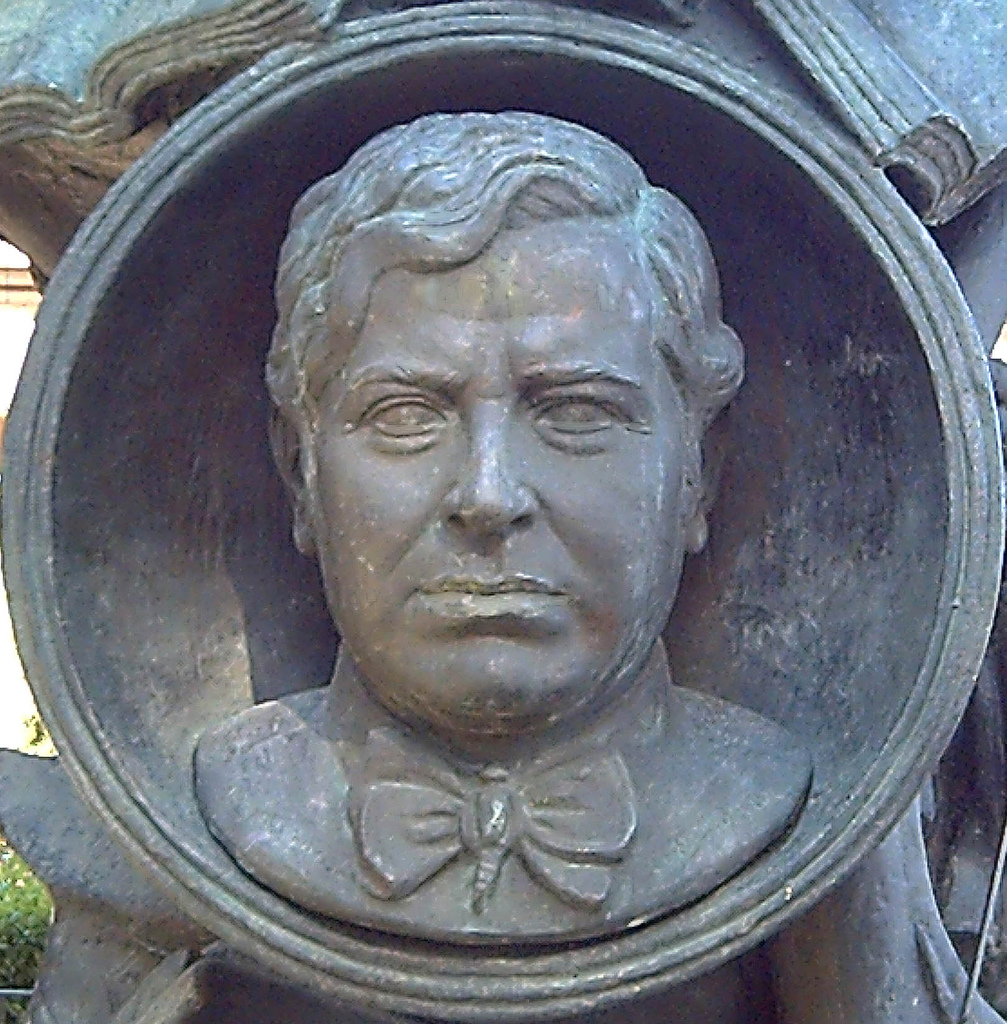
Buste en bronze d'Enrique Pérez Comendador à Madrid (1972)

Ramón quitte la maison de ses parents de la calle Fuencarral et s'installe à la calle de la Puebla, où il se consacre à l'écriture de chroniques journalistiques. En 1909, il crée avec son père la revue Prometeo et écrit sous le pseudonyme de Tristán. Il cherche à renouveler le paysage littéraire en s'inspirant des modèles français et anglais de la fin du XIXe siècle (Charles Baudelaire). Ramón y fait traduire de nombreux textes d'auteurs étrangers d'avant-garde comme Filippo Marinetti et son manifeste futuriste, et des auteurs décadentistes comme Remy de Gourmont, Oscar Wilde, Gabriele D'Annunzio, etc.). Prometeo eut une grande importance pour la diffusion de la littérature étrangère en Espagne.
Dans le premier numéro de Prometeo, Ramón écrit un article intitulé «El concepto de la nueva literatura» (en français "Le concept de la nouvelle littérature"). Il lit cet article lors d'une conférence à l'Ateneo de Madrid causant un scandale par la virulence de son propos contre la littérature réaliste et naturaliste qui prédomine encore à cette époque. La revue durera quatre ans (1908-1912) et comptera trente-huit numéros. Les articles que Ramón écrit dans Prometeo sont qualifiés d'anarchistes, iconoclastes, blasphématoires. Il publie Beatriz en 1909, Desolación un drama, Ateneo, El libro mudo et en 1911, Sur del renacimiento escultórico español ainsi que Las muertas.
Toujours en 1909, âgé de 21 ans, Ramón tombe amoureux de l'écrivain et journaliste Carmen de Burgos (1867-1932), surnommée Colombine, qui est de vingt ans son aînée et travaille à l'École Normale. Elle vit seule et a une fille. Ramón passe tous les jours la visiter chez elle à dix-sept heures, ils écrivent ensemble puis ils partent se promener dans les cafés de la Puerta del Sol jusqu'à minuit. Le père de Ramón n'apprécie pas cette idylle et il fait jouer son influence afin que Ramón soit nommé secrétaire des pensions au Bureau espagnol de Paris. Ramón effectue avec enthousiasme son deuxième voyage à Paris. Il loge près du Café de la Source (café fréquenté alors par Manuel Machado (1874-1947)). Carmen de Burgos, demande un congé de trois ans, et va visiter Ramón à Paris avec l'intention de rester avec lui. Ils traversent l'Europe ensemble et visitent Londres, Naples, Lisbonne et la Suisse.
À Paris, en 1912, Ramón continue à écrire pour la revue Prometeo. À la fin de son étape parisienne, il commence à parler à ses amis de sa nouvelle création : la greguería, figure littéraire qui l'accompagnera toute sa vie. À cette époque, il se dispute avec l'écrivain Pío Baroja (1872-1956) avec qui il ne s'entend pas.
Depuis Paris, Ramón apprend que son père veut faire arrêter la publication de Prometeo. L'emploi comme secrétaire arrivant à son terme, Ramón souhaite de plus en plus revenir à Madrid. Avec sa fiancée, il quitte Paris et s'installe de nouveau à la calle de la Puebla alors que Carmen de Burgos reprend son emploi à l'École Normale.

### Période du Café de Pombo
Ramón fait son retour dans les cafés madrilènes et se lie d'amitié avec le peintre José Gutiérrez Solana, l'écrivain Azorín, Manuel Bueno et tant d'autres qui l'accompagneront lors de débats et rencontres littéraires. Les plus inséparables de ses amis sont Paco Vighi et Tomás Borrás.
Ramón entre au journal La Tribuna. Il retourne à Paris pour la troisième fois en 1914 et écrit son premier roman, Le Docteur invraisemblable qui selon Ramón anticipe la psychanalyse et les théories de Georg Groddeck, et qu'il termine le jour même du début de la Première Guerre mondiale. La guerre le fait revenir à Madrid. Son père lui obtient un poste au Tribunal Suprême.
C'est en revenant de Paris en 1914 qu'il a l'idée de créer un cercle littéraire. Il commence par chercher un lieu adéquat pour ces rencontres littéraires. Il fallait un lieu au centre-ville mais pas populaire. Un jour il rentre par hasard dans un petit café au numéro 4 la calle Carretas près de la Puerta del Sol. Cet établissement fermait tôt en raison du peu de clientèle et s'appelait Café de Pombo. Bien que situé au centre de la ville, Café de Pombo n'était pas un lieu renommé comme pouvaient l'être le Café Fornos, le Suizo, ou la Montaña, etc.).
Ramón adopte le Café de Pombo comme lieu de réunion littéraire. Le Café Pombo a un air provincial mais ancien. Les réunions littéraires commencent avec les amis les plus proches de Ramón. Elles ont lieu le samedi. Le cercle littéraire est baptisé «Sagrada cripta del Pombo» (en français "Crypte sacrée du Pombo"). Le propriétaire du café, Eduardo Lamela, donne son autorisation.
Le cercle littéraire du Café de Pombo fut en activité pendant près de vingt-trois années, entre 1914 et 1936. Ramón consacre toute l'année 1917 à son activité au Pombo. Ces rencontres littéraires ont une grande répercussion dans toute la ville, et l'écho de son succès parvient jusqu'à Paris.
Ramón publie Le Cirque préfacé par son frère Julio. Son père part vivre temporairement à Ségovie et achète à Madrid un hôtel situé calle María de Molina numéro 43. En 1918, Ramón publie en un volume un résumé des débats littéraires qu'il intitule, El Pombo, volume qui sera suivi quelques années après par un deuxième tome consacré aux rencontres du Pombo sous le titre de La sagrada cripta del Pombo. Son père se retire du monde politique et décède le 22 février 1922. Cet évènement provoque la vente du petit hôtel.
Ramón loue un studio dans un immeuble à la calle Velázquez numéro 4, édifice où a vécu le grand peintre espagnol et qui maintenant fait partie de l'Hotel Wellington. Dans cet espace réduit, il range tout son bric-à-brac d'objets insolites recueillis dans les brocantes, objets auxquels il consacre un livre fameux, El Rastro.
En 1923, l'arrivée au pouvoir du général Miguel Primo de Rivera lui fait perdre son revenu de la municipalité. Avec son héritage et la vente du petit hôtel, il se fait construire une maison à Estoril (Portugal), maison qu'il baptise El Ventanal. Les voyages entre Madrid et Lisbonne sont fréquents à la recherche de solitude et d'une atmosphère propice à l'écriture. Il vit de ses articles pour El Liberal et de ses droits d'auteur. Ses difficultés économiques l'obligent à vendre sa maison d'Estoril. Une grève des imprimeurs laisse l'Espagne sans journaux, El Liberal fait faillite à cause de cette grève.
À cette époque Nicolás María de Urgoiti (es) (1869-1951) fonde le journal El Sol et recrute Ramón dont les articles auront une grande repercussion. Ramón écrit aussi dans La Voz. À l'âge de trente-cinq ans, Ramón est reconnu du monde littéraire et journalistique. Le 13 mars 1923, ses amis lui rendent hommage avec un dîner littéraire au restaurant Lhardy. Cet hommage est resté célèbre car Ramón offrit un autre dîner en parallèle dans un endroit plus modeste et accessible à toutes les bourses : le restaurant El Oro del Rin.

### Maturité littéraire
Ramón commence à écrire dans la Revista de Occidente jusqu'en 1936. Il entreprend des biographies sur Colette, Apollinaire et Remy de Gourmont. L'ambiance à Madrid est marquée par la dictature de Primo de Rivera, beaucoup d'intellectuels s'étaient déclarés opposés au régime. Ramón veut changer d'airs et part vivre à Naples. Il s'installe à Rivera de Chiaia numéro 185 et poursuit ses collaborations à El Sol et La Voz. Il vit pendant deux ans à Naples puis revient vivre à Madrid dans le studio de la calle Velázquez. Parmi les nouveautés de cette époque, il y a la radio et le cinéma qui l'intéressent. Il participe à des émissions de radio. Il se passionne pour la tauromachie, passion qui donnera naissance à son roman Torero Caracho, vision très personnelle et originale de la tauromachie. Ses livres sont traduits à l'étranger.
Il voyage à travers l'Espagne donnant des conférences. Il provoque volontairement des pannes électriques, donnant sa conférence à la chandelle qu'il mangeait lorsque la lumière revenait. C'est lors de ces voyages qu'il écrivit le plus de greguerías. Ces conférences «greguerizantes» se succèdent dans diverses capitales, provoquant la surprise et la perplexité. Au sommet de son art littéraire, il donne le meilleur de lui-même lors de ces conférences; après avoir parlé de lampadaires, un aveugle s'approche de lui à la fin d'une conférence et lui dit que grâce à lui, « il a pu les voir ».
D'autres fois, Ramón ne rencontre pas autant de succès comme lors du Concours de cante jondo de Grenade quand un des assistants le pointe avec un pistolet et demande à l'assistance s'il faut tuer Ramón.
Ramón fut un des seuls trois membres étrangers de l'Académie française de l'humour en compagnie de Charlie Chaplin et Pitigrilli. Valery Larbaud fait connaître la greguería en France.
On pourrait critiquer chez Ramón l'excès de production de greguerías, mais comme disait Jorge Guillén (1893-1984) (cité dans Automoribundia, chapitre LI): « Certes, Ramón dès qu'il ouvre la bouche laisse échapper une greguería; c'est la preuve que cela constitue plus qu'un genre littéraire, la manière spontanée et élémentaire dont se déroule l'activité normale et ininterrompue de son humour ».
Le journal argentin La Nación lui demande des articles, chose qu'il accepte avec enthousiasme. Il réalise son quatrième voyage à Paris à l'occasion de la parution en français de El circo et El incongruente. Les journaux espagnols se font l'écho du succès de Ramón au-delà des Pyrénées. Ramón est à l'apogée de sa popularité lorsqu'il arrive à Paris.
En 1929, Ramón tente une percée dans le monde du théâtre avec sa pièce Los medios seres. La pièce est mise en scène le 7 décembre 1929. Ce fut un échec. Le public siffle et s'indigne, ce sont les amis du Pombo (parmi lesquels Enrique Jardiel Poncela, José López Rubio et Miguel Mihura) qui font taire le public. La pièce est vite retirée de l'affiche. Ramón part de nouveau pour Paris pour oublier le stress de cet échec. Lorsqu'il revient à Madrid, il a une liaison avec la fille de son ancienne amante, Carmen de Burgos, épisode raconté dans Memorias de Colombine de Federico Utrera. Ses voyages à Paris sont si fréquents qu'il y loue un studio. Il organise un cercle littéraire parisien au Café de la Consigne, et se laisse voir avec sa muse parisienne, Magda.
Il retourne une nouvelle fois à Madrid pour s'établir au numéro 38 de la calle Villanueva, lieu où il reconstitue son espace baroque fait d'objets insolites. Il se consacre à promouvoir de nouvelles personnalités littéraires. Une d'entre elles est Francisco Grandmontagne (es) (1866-1936).
Familier des protagonistes de l'avant-garde, il publie en 1931 une synthèse magistrale sur la succession des mouvements artistiques dans la création plastique moderne depuis 1900 : Ismos (les "ismes" : impressionnisme, cubisme, surréalisme...).
Unión Radio signe un contrat avec Ramón pour qu'il installe un micro dans sa maison et puisse livrer quotidiennement une session radiophonique. Au début des années 1930, Ramón voudrait visiter l'Amérique. Il est invité à y donner des conférences et s'embarque dans un transatlantique. À Buenos Aires, il a un très bon accueil en raison de ses articles dans La Nación. C'est là qu'il fait la connaissance de Luisa Sofovich (ca) (1905-1970), une écrivaine argentine de confession juive, qui a déjà un enfant d'un autre mariage. Luisa l'accompagnera jusqu'à la fin de sa vie. Ramón retarde son voyage de retour afin que Luisa puisse venir avec lui à Madrid. Lorsqu'ils rentrent à Madrid le 23 février 1932, la situation politique espagnole correspond à l'apogée de la Deuxième République. Ramón continue sa vie sociale et littéraire dans les cafés madrilènes et visite Carmen de Burgos qui ne sort plus de chez elle. Carmen de Burgos dont la santé s'est détériorée, décède le 9 octobre 1932. Luisa Sofovich, originaire de Buenos Aires, ne se sent pas à l'aise à Madrid et a le mal du pays.
L'Exposition du Livre Espagnol de Buenos Aires sollicite la présence de Ramón et dans le même temps il organise un cycle de conférences en Argentine. Ramón part pour la deuxième fois en Argentine accompagné de Luisa Sofovich. L'Exposition est très visitée, surtout par les lecteurs de La Nación. C'est au cours de ce voyage que Ramón a l'idée d'un opéra intitulé Charlot avec une musique de Mauricio Bacarisse; mais ce projet ne se concrétise pas. En octobre, Ramón et Luisa Sofovich reviennent en Europe.

### L'exil volontaire

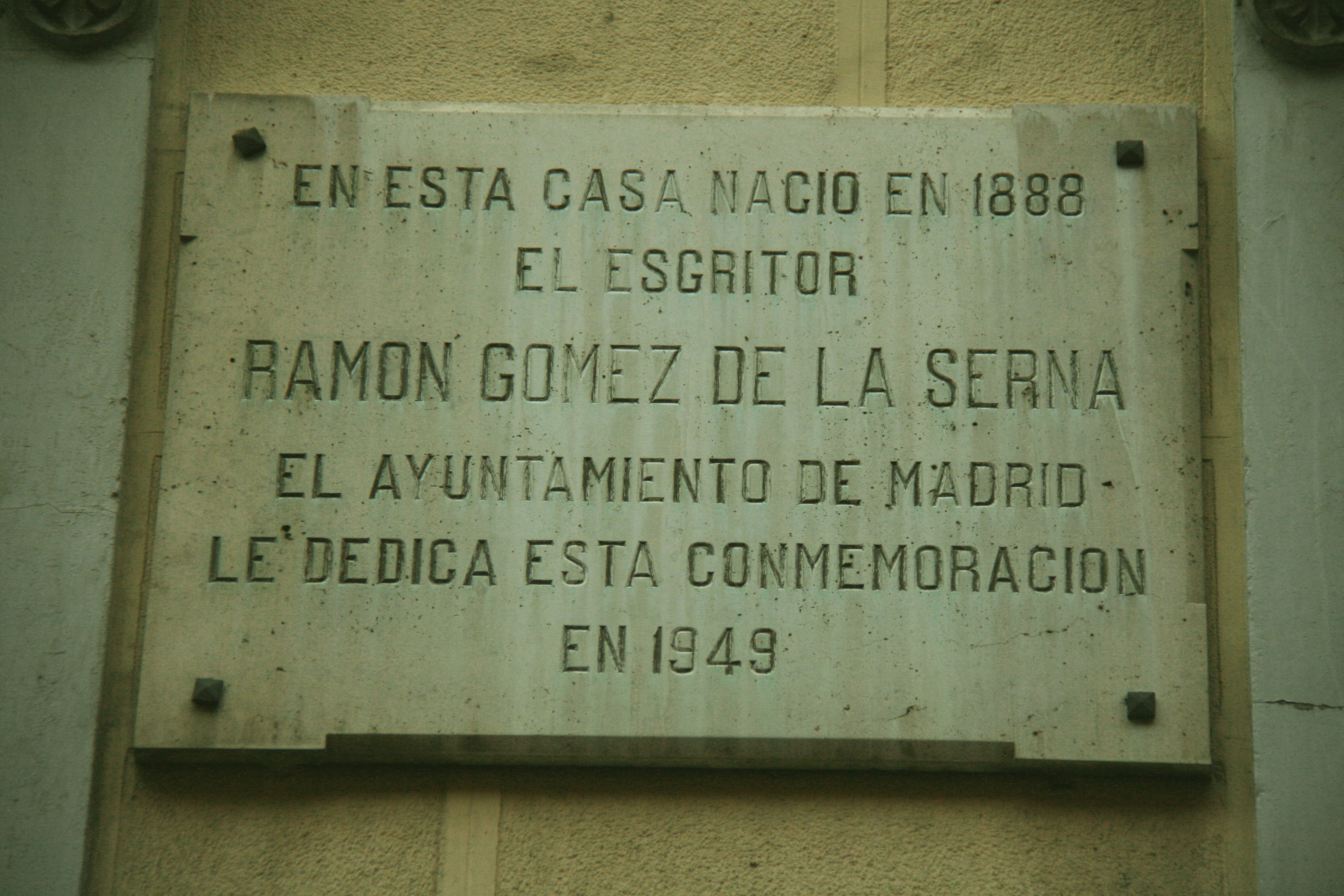
Plaque commémorative sur la façade de la maison où est né Ramón Gómez de la Serna.

La situation politique à son retour en Espagne après ce deuxième voyage en Argentine est très incertaine. Les opinions sont de plus en plus radicalisées, les gens sont sommés de prendre parti, certains des amis du Café de Pombo prennent parti pour la Phalange de José Antonio Primo de Rivera. Les débats se crispent et Ramón craint que cette ambiance affecte la Cripta del Pombo. Luisa Sofovich tombe malade (septicémie). Malgré l'inquiétude, Ramón poursuit son activité journalistique dans le Diario Madrid. Il fait partie des fondateurs de l'Alianza de Intelectuales Antifascistas para la Defensa de la Cultura ("Alliance des Intellectuels antifascistes pour la défense de la culture"). La tension politique oblige Ramón à mettre un terme aux réunions de son cercle littéraire du Café de Pombo le 10 juillet 1936. Le dimanche 11 juillet il présente pour la dernière fois son émission radiophonique. L'assassinat du lieutenant Castillo et de José Calvo Sotelo, et le coup d'État des 17 et 18 juillet 1936, alarment l'opinion publique et précipitent les événements.
Le début de la Guerre civile espagnole surprend Ramón à Madrid. Il craint d'être assassiné. Luisa Sofovich cherche aussitôt des appuis auprès du journal argentin La Nación afin que Ramón et sa famille puissent quitter l'Espagne. Ils quittent l'Espagne par le port d'Alicante dans un bateau qui les mènent à Marseille. De là, ils rejoignent Bordeaux en train d'où ils s'embarquent à destination de Montevideo. Il s'agit du troisième voyage de Ramón vers l'Amérique. Le poète Ángel Aller les attend en Argentine. Dès son arrivée, Ramón envoie ses articles écrits pendant le voyage à La Nación et fait publier au Chili son nouveau roman ¡Rebeca!.

### Les années à Buenos Aires
La vie de Ramón Gómez de la Serna à Buenos Aires ne fut pas une période agréable de sa vie. Il se retrouve déraciné. Ramón ne s'intègre pas aux autres exilés républicains qui lui demandent une déclaration claire en faveur de la République. Mais Ramón se considère apolitique et refuse tout engagement. Il reçoit aussi depuis Madrid des offres de son ami Tomás Borrás, devenu falangiste, afin qu'il rejoigne la cause nationaliste. Les nouvelles en provenance d'Espagne ne sont pas réjouissantes, la guerre y fait rage et Madrid est une ville assiégée. En Argentine, on demande sans cesse à Ramón qu'il prenne parti, mais il refuse. Les contrats pour de nouvelles conférences essaient de le pousser à prendre parti. Son activité sociale se réduit. Son ami Oliverio Girondo lui trouve un appartement calle Hipólito Yrigoyen à la hauteur du numéro 1974 (quartier de Balvanera) où il passera toutes ses années d'exil.
En 1939, la Guerre civile s'achève. De nouveaux réfugiés espagnols arrivent à Buenos Aires fuyant le régime du général Franco. Ramón est en contact avec le philosophe Ortega y Gasset et le Docteur Gregorio Marañón.
Peu à peu, Ramón s'intègre dans la société de Buenos Aires. Il fait la connaissance de Jorge Luis Borges et participe à certaines activités culturelles de la ville. Il écrit une biographie de sa tante, Carolina Coronado, d'Azorín, de la peintre Maruja Mallo, de Valle Inclán. Aux abois économiquement, il ne cesse d'écrire dans les journaux dont le quotidien Arriba qui a pour directeur Javier de Echarri, un admirateur de Ramón. Les élections de 1946 en Argentine donnent la victoire à Juan Domingo Perón.
À la fin des années 1940, Ramón commence à écrire son autobiographie, Automoribundia. Il s'enferme dans son studio et ne sort qu'en compagnie de Luisa Sofovich. Il aime aller au parc zoologique ou dans les petites rues à l'arôme porteño. Sa santé se détériore, on lui diagnostique du diabète. Il prend de plus en plus de somnifères. En 1947, Buenos Aires accueille une exposition sur l'art espagnol qui voit exposé le tableau de Solana sur le Café de Pombo.
En 1948, il publie Automoribundia, son autobiographie composée d'une centaine de chapitres. Ramón a alors soixante ans et il ressent une forte nostalgie pour Madrid. Cette nostalgie apparaît dans son autobiographie, puis dans Las tres gracias, publié en 1949, roman dont le protagoniste est Madrid. La tentation de revenir en Espagne le tenaille, mais Luisa Sofovich est heureuse dans sa ville, Buenos Aires. Un jour, Ramón lit dans un journal que le cercle littéraire du Café de Pombo était de nouveau en activité animé par José Saínz y Díaz. On y récite Romancero legionario. Ramón n'apprécie pas du tout que le nom du cercle soit utilisé par les vainqueurs fascistes de la Guerre civile. Jesús Rubio (sous-secrétaire du Ministère de l'Éducation) charge le président de l'Ateneo de Madrid d'inviter officiellement Ramón à Madrid pour un voyage de deux mois. Ramón est pris de doutes, il consulte ses amis, et décide finalement de retourner en Espagne. Il arrive le 22 avril 1949 à Bilbao, trois jours après il est à Madrid. Il loge à l'Hôtel Ritz. Lors de sa première sortie, il se rend au Café Lyon, un grand nombre d'amis et de curieux l'entourent dans la rue. Il communique à tous les "Pombiens" que le cercle reprend ses activités le 30 avril 1949. Il parvient à organiser trois sessions durant son séjour à Madrid. Ramón donne de nombreuses conférences, participe à des actes protocolaires et à des présentations de ses livres. Ces quelques semaines à Madrid, remplies d'activités, passent très vite. La municipalité de Madrid pose une plaque sur la façade de l'édifice où il est né. Parmi les actes officiels, il y a une réception avec Francisco Franco.
Ramón remarque que peu à peu les actes officiels sont de plus en plus espacés, puis inexistants. Il va à Barcelone le 31 mai 1949. C'est là qu'il décide de retourner à Buenos Aires profondément déçu par son séjour en Espagne. Il quitte son pays sans honorer des conférences déjà annoncées. Pendant la traversée de retour, Ramón ne sort pas de sa cabine.
À Buenos Aires, Ramón reprend son travail solitaire d'écriture. De mauvaises nouvelles arrivent d'Espagne. Tout d'abord, le Premio Nacional de Literatura ("Prix National de Littérature") auquel il est candidat avec Las tres gracias, lui échappe en faveur de l'Uruguayen Antonio Larreta, tandis qu'Azorín, membre du jury ne fait rien pour que le prix aille à son ami Ramón. L'autre mauvaise nouvelle est la fermeture définitive du Café de Pombo, mettant ainsi un terme à tout espoir de retour dans ces lieux.
Entre 1953 et 1960, Ramón publie douze livres, de nouvelles séries de greguerías et plusieurs milliers d'articles journalistiques. Après Automoribundia (1948), Ramón poursuit dans la veine autobiographique avec Lettres aux hirondelles (1949), Cartas a mí mismo (1956), Nuevas páginas de mi vida (1957) et Diario póstumo (1972), livres qui réitérent les obsessions et le désenchantement de l'écrivain, de plus en plus abattu et malade.
Il travaille un temps comme scénariste pour la télévision argentine et le journal madrilène ABC lui offre un contrat pour de nouvelles greguerías. En Espagne, son cousin Gaspar est à la tête de la revendication du Prix Nobel pour Ramón. Cependant, la santé de Ramón continue à se détériorer, il est traité à l'insuline. Il ne sort plus qu'une fois par semaine. On lui détecte un cancer. Ramón décède le 12 janvier 1963 à Buenos Aires. Ses restes arrivent à Madrid le 23 janvier et il est enterré au Panteón de hombres ilustres de la Sacramental de San Justo, à côté de la tombe de Mariano José de Larra.

## Style et influence

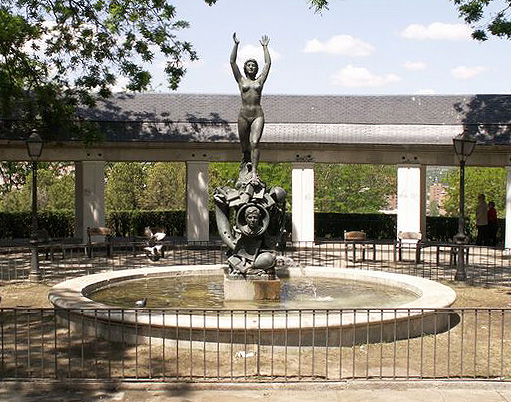
Monument en honneur à Ramón Gómez de la Serna dans les Jardines de Las Vistillas à Madrid (Enrique Pérez Comendador, 1972).

L'ambition de Ramón Gómez de la Serna à travers son œuvre est de vouloir effacer la distance entre vie et littérature, et que cette dernière finisse par remplacer la première. Il a cherché toute sa vie à transformer la littérature en espace matériel dans lequel pouvoir habiter, espace blindé par l'imagination face aux pressions des réalités historiques et politiques, chaque fois plus menaçantes. « Je fais et continuerai à faire une vie littéraire, une vie sans le moindre compromis avec rien d'autre. Sans aucune ambition excessive mais sans renoncements ». C'est ainsi que l'écrivain Francisco Ayala se souvient de lui dans Recuerdos y olvidos (1982) : « Sur un fond de caractère pusillanime, peureux à un degré presque pathologique, il y avait en Ramón une indifférence radicale envers tout ce qui n'était pas son activité d'écrivain. »
Ramón conçoit le texte comme un corps, dans la ligne d'une conception organique, encore romantique, de la littérature. Tous ses livres contiennent des éléments autobiographiques.
De 1910 à 1962, il écrit ses Greguerias, textes satiriques qui révèlent en grande partie son talent. Publiés dans la presse, incrustés dans d'autres œuvres, plusieurs fois réunis, certains inédits, ils dévoilent le sens de l'absurde de l'auteur. Il est traduit par Valery Larbaud et Jean Cassou qui le font publier en France.
L'ensemble de son œuvre marquera une profonde influence sur les surréalistes avec son dandysme anarchiste, son humour et son sens de l'absurde. Ramón n'est pas surréaliste mais, selon la professeure Celia Fernández Prieto, plusieurs traits de caractère le rapprochent de Salvador Dalí.
En exil à Buenos Aires à la suite de la Guerre civile, il publie en 1948 Automoribundia, son autobiographie qui rencontre un succès mitigé mais est considérée comme étant un de ses plus beaux livres. L'écrivain Juan Manuel de Prada prend Automoribundia comme référence pour reconstituer la bohème artistique madrilène dans son roman Les masques du héros (1996).

### Lagreguería
Les greguerías sont des sentences ingénieuses et en général brèves qui surgissent d'un choc entre la pensée et la réalité. Ramón Gómez de la Serna est le créateur de cette figure littéraire.
Ramón la définit schématiquement ainsi :
{\displaystyle humour+m{\acute {e}}taphore\longmapsto greguer{\acute {\iota }}a}
L'image sur laquelle est basée la greguería peut surgir de façon spontanée, mais sa formulation linguistique est très élaborée car elle se doit de recueillir de façon synthétique, ingénieuse et humoristique l'idée à transmettre.
L'effet de surprise s'obtient à travers :
1. l'association visuelle de deux images : « La luna es el ojo de buey del barco de la noche » ;
2. l'inversion d'une relation logique : « La poussière est pleine d'éternuements vieux et oubliés » ;
3. l'association libre de concepts liés : « La paire d'œufs que nous mangeons semblent jumeaux, mais ils ne sont même pas cousins au troisième degré » ;
4. l'association libre de concepts opposés : « Le plus important dans la vie c'est de ne pas être mort ».

Gómez de la Serna a consacré tout au long de sa carrière littéraire de nombreux livres à ce nouveau genre qu'il pratiquait aussi dans des rubriques de journaux. La greguería a été utilisée pour rénover le concept figé de la métaphore et de l'image poétique. La greguería anticipe le surréalisme.
Dans sa préface à Total de greguerías, Ramón cite comme prédécesseurs de la greguería les noms d'auteurs tels que Lucien de Samosate, Horace, Shakespeare, Lope de Vega, Quevedo, Jules Renard, Saint-Pol-Roux, George Santayana, entre autres,.

## Citations
D'un trait de plume vif et précis, il sait trouver la phrase lapidaire où se cristallise l'absurde de la vie, la poésie de l'instant, ou la revendication en filigrane de ses opinions. Il a dans cet art beaucoup de points communs avec Jules Renard.
- « L'immortalité de la rose consiste dans le fait qu'elle est la sœur jumelle des roses futures. »
- « La seule joie des gens mariés, c'est d'assister au mariage des autres... une joie diabolique ! »
- « Le crocodile est une chaussure qui bâille de la semelle. »
- « Le torticolis du pendu est incurable. »
- « On voit que le vent ne sait pas lire quand il feuillette les pages d'un livre à l'envers. »

## Œuvres
Traduites en français
- Le Cirque, préface des Fratellini, éd. Simon Kra, 1927.
- Le Roman du romancier, éditions Aux Portes de France, 1947.
- Le Docteur invraisemblable, traduit par Marcelle Auclair, Champ Libre, Paris, 1984
- Gustave l'Incongru, traduit par André Soucas, éditions Gérard Lebovici, Paris, 1985
- La Veuve blanche et noire , traduit par Jean Cassou, éditions Gérard Lebovici, 1986.
- Ciné-ville, traduit par Marcelle Auclair, éditions Gérard Lebovici, 1987
- Le Rastro, traduit par Roger Lewinter et Monique Tornay, éditions Gérard Lebovici, 1988
- Dalí, Monographies, Paris, Flammarion, 240 p., 1992  (ISBN 978-2080109538)
- Polycéphale et Madame, préf. Michel Déon, Paris, Le Livre de Poche, 192 p., 2002  (ISBN 978-2253933663)
- Les Moitiés, traduit par Pierre Lartigue et Florence Delay, Christian Bourgois, Paris, 1991
- L'Homme perdu, André Dimanche éditeur, 2005.
- Lettres aux hirondelles et à moi-même, André Dimanche éditeur, 2006.
- Le Torero Caracho, André Dimanche éditeur, 2006.
- Seins, André Dimanche éditeur, 1992 (Senos, 1917).
- La Femme d'ambre, 1927, André Dimanche éditeur, 1993.
- Greguerias, avec une préface de Valery Larbaud, Grenoble, Éditions Cent Pages, 2005.
- Automoribundia, (autobiographie), trad. Catherine Vasseur, Paris, Quai Voltaire, 1 040 p., 2020  (ISBN 978-2-71038-197-6).
- L'Aube, trad. Jacques Ancet, Vagabonde Éditions, 128 p., 2022  (ISBN 978-2919067435)